# Джон Бреннан
Джон Оуен Бреннан (англ. John Owen Brennan; нар. 22 вересня 1955, Норд-Берген, штат Нью-Джерсі, США) — американський діяч спецслужб, аналітик в галузі державної безпеки, перший голова Національного центру з боротьби з тероризмом (2001–2005), головний радник президента США Барака Обами з боротьби з тероризмом (2009–2013).
Один з організаторів спецоперації зі знищення Усами бен Ладена в 2011 році. 7 січня 2013 був висунутий на пост Директора ЦРУ. 7 березня 2013 Сенат США затвердив Джона Бреннана новим главою ЦРУ.
Освіту здобув в Фордхемському університеті.